# Eufemia di Lituania
Eufemia di Lituania (in polacco Eufemia Giedyminówna) (tra 1314 e 1317 – inverno del 1341) fu una principessa lituana della dinastia dei Gediminidi figlia del granduca Gediminas, e, dopo le nozze, principessa della Galizia-Volinia.

## Biografia
Sulla base delle indicazioni fornite da fonti storiche medievali, Eufemia nacque probabilmente dopo il fratello Manvydas, ovvero tra il 1314 e il 1317. Secondo gli Annales seu cronicae incliti Regni Poloniae di Jan Długosz, la giovane sposò nel 1331 a Płock il principe della Galizia-Volinia e della dinastia dei Piast Jurij II, figlio del duca di Masovia Trojden I e si convertì al cattolicesimo. Questo matrimonio, oltre al resoconto di Dlugosz, è indirettamente confermato dalle cronache di Giovanni di Viktring e Giovanni di Winterthur, i quali riferiscono che Jurij II sposò la sorella della moglie del re polacco, Aldona. Le fonti medievali non riferiscono il nome della duchessa, né la data della sua morte; questo dato è indicato soltanto dallo studioso del XIX secolo Teodor Narbutt, presumibilmente sulla base della Genealogia della Mazovia di Wargocki del XVI secolo. Il resoconto di Narbutt è oggi ritenuto fuorviante o addirittura un dato falso.
A seconda se si considera o meno valida la data fornita da Narbutt, la data di morte della duchessa va ritenuta o incerta o individuata nell'inverno del 1341, cioè quando scoppiarono le guerre di Galizia-Volinia. La chiesa di Zawichost viene considerata da Narbutt il luogo di sepoltura della nobildonna.